# Liste der denkmalgeschützten Objekte in Ostermiething
Die Liste der denkmalgeschützten Objekte in Ostermiething enthält die 6 denkmalgeschützten, unbeweglichen Objekte der Gemeinde Ostermiething im Bezirk Braunau am Inn.

## Denkmäler
| Foto |                 | Denkmal                                                                            | Standort                                     | Beschreibung | Metadaten |
| ---- | --------------- | ---------------------------------------------------------------------------------- | -------------------------------------------- | --- | --- |
| ja   | Datei hochladen | Bajuwarisches Gräberfeld Sinzing HERIS-ID: 45127 Objekt-ID: 46030                  | bei Mühlenstraße 52 Standort KG: Ernsting    | | BDA-Hist.: Q38013517 Status: Bescheid Stand der BDA-Liste: 2025-06-30 Name: Bajuwarisches Gräberfeld Sinzing GstNr.: 1826, 1828/1, 1828/4, 1828/5, 1828/6, 1828/7, 1828/10, 1828/11, 1828/12, 1828/13, 1828/14, 1828/15 |
| ja   | Datei hochladen | Kath. Pfarrkirche Mariae Himmelfahrt und Friedhof HERIS-ID: 52463 Objekt-ID: 59305 | Bergstraße 40 Standort KG: Ostermiething     | Die Pfarrkirche wurde von 1676 bis 1683 von Joseph Vilzkotter erbaut. Das Langhaus ist stichkappentonnengewölbt, einschiffig und dreijochig. Der Chor ist mit ausgerundetem 3/8-Schluss ausgeführt. Die aus der Zeit um 1770 stammende Rokoko-Stuckaturen sind von der Art her verwandt mit denen im Kloster Raitenhaslach (Bayern). Der Hochaltar wird auf 1700 datiert und stammt vom Schreiner Michael Littmann. Die Orgel von 1840 ist in Formen eines griechischen Tempels. | BDA-Hist.: Q26237378 Status: § 2a Stand der BDA-Liste: 2025-06-30 Name: Kath. Pfarrkirche Mariae Himmelfahrt und Friedhof GstNr.: .97 Pfarrkirche Ostermiething                                                         |
| ja   | Datei hochladen | Flur-/Wegkapelle HERIS-ID: 82730 Objekt-ID: 96574                                  | bei Pfarrweg 4 Standort KG: Ostermiething    | | BDA-Hist.: Q38179126 Status: § 2a Stand der BDA-Liste: 2025-06-30 Name: Flur-/Wegkapelle GstNr.: 1233/6 Kapelle Alte Volksschule, Ostermiething                                                                         |
| ja   | Datei hochladen | Pfarrhof HERIS-ID: 82720 Objekt-ID: 96564                                          | Pfarrweg 5 Standort KG: Ostermiething        | → Hauptartikel : Pfarrhof Ostermiething f1 | BDA-Hist.: Q38179098 Status: § 2a Stand der BDA-Liste: 2025-06-30 Name: Pfarrhof GstNr.: 1212/2 Rectory, Ostermiething                                                                                                  |
| ja   | Datei hochladen | Weitfeldkapelle, Dietrichkapelle HERIS-ID: 40490 Objekt-ID: 40431                  | bei Steinbach 16 Standort KG: Ostermiething  | | BDA-Hist.: Q37994709 Status: Bescheid Stand der BDA-Liste: 2025-06-30 Name: Weitfeldkapelle, Dietrichkapelle GstNr.: .6/3 Weitfeldkapelle                                                                               |
| ja   | Datei hochladen | Altersheim, Alter Pfarrhof HERIS-ID: 38358 Objekt-ID: 37899                        | Weilhartstraße 49 Standort KG: Ostermiething | Der alte Pfarrhof wurde 1462 errichtet. In einem Raum wurden gotischen Wandmalereien freigelegt, die allegorische und profane Darstellungen mit zum Teil erhaltenen Spruchbändern aufweisen. | BDA-Hist.: Q37980700 Status: § 2a Stand der BDA-Liste: 2025-06-30 Name: Altersheim, Alter Pfarrhof GstNr.: 1222/8 |

## Ehemalige Denkmäler
| Foto |                 | Denkmal                                         | Standort                                 | Beschreibung | Metadaten |
| ---- | --------------- | ----------------------------------------------- | ---------------------------------------- | --- | --- |
| ja   | Datei hochladen | Ehem. Benefiziatenhaus Objekt-ID: 59297bis 2015 | Bergstraße 38 Standort KG: Ostermiething | Das ehemalige Benefiziatenhaus befindet sich nordwestlich der Kirche und wurde 1663 bis 1664 von Maurermeister Joseph Vilzkotter von Steckenbach erbaut. | BDA-Hist.: Q106676148 Status: § 2a Stand der BDA-Liste: 2015-06-26 Name: Ehem. Benefiziatenhaus GstNr.: .101 |